# Élections sénatoriales de 2020 dans le Gers
Les élections sénatoriales dans le Gers ont lieu le dimanche 27 septembre 2020. Elles ont pour but d'élire les sénateurs représentant le département au Sénat pour un mandat de six années.

## Contexte départemental
Lors des élections sénatoriales de 2014 dans le Gers, deux sénateurs ont été élus : Franck Montaugé et Aymeri de Montesquiou.
Depuis, tous les effectifs du collège électoral des grands électeurs ont été renouvelés, avec les élections départementales de 2015, les élections régionales de 2015, les élections législatives de 2017 et les élections municipales de 2020.

## Sénateurs sortants
| Sénateur | Sénateur        | Parti | Fonctions lors de l'élection en 2014 |
| -------- | --------------- | ----- | ------------------------------------ |
|          | Franck Montaugé | PS    | Maire d'Auch                         |
|          | Raymond Vall    | PRG   | Sénateur sortant, maire de Fleurance |

## Présentation des candidats et des suppléants
Les nouveaux représentants sont élus pour une législature de 6 ans au suffrage universel indirect par les 770 grands électeurs du département. Dans le Gers, les sénateurs sont élus au scrutin majoritaire à deux tours. Leur nombre reste inchangé, deux sénateurs sont à élire. Il y aura plusieurs candidats dans le département, chacun avec un suppléant.
| N°  | Candidats | Candidats                 | Parti  | Principales fonctions                               |
| --- | --------- | ------------------------- | ------ | --------------------------------------------------- |
| T 1 |           | Philippe Baron            | LREM   | Maire de Loubersan                                  |
| s 1 |           | Karine Montfort           | DVG    | Maire de Lourties-Monbrun                           |
|     |           |                           |        |                                                     |
| T 2 |           | Alain Duffourg            | DVD,   | Maire de Tourrenquets                               |
| s 2 |           | Isabelle Tintané          | LR     | Conseillère départementale, maire de Cazaubon       |
|     |           |                           |        |                                                     |
| T 3 |           | Pierre Dulong             | CNIP   | Maire de Ligardes                                   |
| s 3 |           | Marie-Martine Dalla-Barba | DVD    | Conseillère départementale                          |
|     |           |                           |        |                                                     |
| T 4 |           | Romain Duport             | Divers | Adjoint au maire de Plaisance                       |
| s 4 |           | Sarah Despeaux            | DVD    |                                                     |
|     |           |                           |        |                                                     |
| T 5 |           | Franck Montaugé           | PS     | Sénateur sortant                                    |
| s 5 |           | Céline Salles             | PS     | Maire de Malabat                                    |
|     |           |                           |        |                                                     |
| T 6 |           | Annabelle Skowronek       | PCF    |                                                     |
| s 6 |           | Bruno Gabriel             | PCF    | Conseiller municipal de Gimont                      |
|     |           |                           |        |                                                     |
| T 7 |           | Raymond Vall              | PRG    | Sénateur sortant                                    |
| s 7 |           | Sylvie Theye              | PRG    | Maire de Ladevèze-Ville                             |
|     |           |                           |        |                                                     |
| T 8 |           | Jean-Luc Yelma            | RN     | Conseiller régional, conseiller municipal de Miélan |
| s 8 |           | Béatrice Duclos           | RN     |                                                     |

## Résultats
| Candidats                | Candidats                | Parti                    | Nuance                   | Premier tour | Premier tour | Second tour | Second tour |
| Candidats                | Candidats                | Parti                    | Nuance                   | Voix         | %            | Voix        | %           |
| ------------------------ | ------------------------ | ------------------------ | ------------------------ | ------------ | ------------ | ----------- | ----------- |
|                          | Franck Montaugé          | PS                       | SOC                      | 427          | 56,48        |             |             |
|                          | Alain Duffourg           | SE                       | DVD                      | 280          | 37,04        | 331         | 46,36       |
|                          | Raymond Vall             | PRG                      | RDG                      | 222          | 29,37        | 307         | 43,00       |
|                          | Philippe Baron           | LREM                     | REM                      | 155          | 20,50        | Retrait     | Retrait     |
|                          | Romain Duport            | SE                       | DIV                      | 92           | 12,17        | 69          | 9,66        |
|                          | Annabelle Skowronek      | PCF                      | COM                      | 72           | 9,52         | Retrait     | Retrait     |
|                          | Pierre Dulong            | CNIP                     | DVD                      | 33           | 4,37         | Retrait     | Retrait     |
|                          | Jean-Luc Yelma           | RN                       | RN                       | 15           | 1,98         | 7           | 0,98        |
|                          |                          |                          |                          |              |              |             |             |
| Votes valides            | Votes valides            | Votes valides            | Votes valides            | 756          | 98,95        | 714         | 93,58       |
| Votes blancs             | Votes blancs             | Votes blancs             | Votes blancs             | 4            | 0,52         | 27          | 3,54        |
| Votes nuls               | Votes nuls               | Votes nuls               | Votes nuls               | 4            | 0,52         | 22          | 2,88        |
| Total                    | Total                    | Total                    | Total                    | 764          | 100          | 763         | 100         |
| Abstention               | Abstention               | Abstention               | Abstention               | 5            | 0,65         | 6           | 0,78        |
| Inscrits / participation | Inscrits / participation | Inscrits / participation | Inscrits / participation | 769          | 99,35        | 769         | 99,22       |